# نگارا (بالی)
نگارا (بالی) (به لاتین: Negara, Bali) یک منطقه در اندونزی است که در ولایت جمبرانا واقع شده‌است.